# Bayernsport
Bayernsport a Bayerischer Landes-Sportverband (Bajor Sportszövetség) hetilapja Németországban. A lap terjedelmének felét a Bajor Futballszövetség, egynegyedét a Bajor Sportszövetség hírei alkotják. Fennmaradó részében a többi sportágak hírei kapnak helyet. Főszerkesztője Thomas Kern.

## Története
A Bajor Sportszövetség 1946 és 1969 között kiadott hivatalos közlönyének, az Amtlichen Sport-Mitteilungen utódaként jelenik meg. Első lapszámát 1970. január 7-én adták ki.

## Fordítás
- Ez a szócikk részben vagy egészben a Bayernsport című német Wikipédia-szócikk ezen változatának fordításán alapul.  Az eredeti cikk szerkesztőit annak laptörténete sorolja fel. Ez a jelzés csupán a megfogalmazás eredetét és a szerzői jogokat jelzi, nem szolgál a cikkben szereplő információk forrásmegjelöléseként.